# 133007 Audreysimmons
133007 Audreysimmons è un asteroide della fascia principale. Scoperto nel 2002, presenta un'orbita caratterizzata da un semiasse maggiore pari a 3,0890905 UA e da un'eccentricità di 0,1500213, inclinata di 16,44088° rispetto all'eclittica.